# Leiston
Leiston – miasto i civil parish w Wielkiej Brytanii, w Anglii, w hrabstwie Suffolk, w dystrykcie East Suffolk. W 2011 roku civil parish liczyła 5508 mieszkańców. Leiston jest wspomniana w Domesday Book (1086) jako Le(d)estuna/Lenestuna/Leistuna/Leestuna.